# Boye Brogeland
Boye Brogeland (ur.  1973) – norweski brydżysta, World Grand Master w kategorii Open (WBF), European Grand Master i  European Champion w kategoriach Open, Juniors i Mixed  (EBL).

## Wyniki brydżowe

### Olimpiady
Na olimpiadach uzyskał następujące rezultaty:
| Olimpiady brydżowe. Zawody teamów | Olimpiady brydżowe. Zawody teamów | Olimpiady brydżowe. Zawody teamów | Olimpiady brydżowe. Zawody teamów | Olimpiady brydżowe. Zawody teamów | Olimpiady brydżowe. Zawody teamów |
| Rok                               | Miejsce                           | Zawody                            | Kategoria                         | Drużyna                           | Pozycja                           |
| --------------------------------- | --------------------------------- | --------------------------------- | --------------------------------- | --------------------------------- | --------------------------------- |
| 2004                              | Stambuł                           | 12. Olimpiada Teamów              | Open                              | Norway                            | 17                                |
| 2000                              | Maastricht                        | 11. Olimpiada Brydżowa            | Open                              | Norway                            | 5                                 |
| 1996                              | Rodos                             | 10. Olimpiada Teamów              | Open                              | Norway                            | 15                                |

### Zawody światowe
W światowych zawodach zdobył następujące lokaty:
| Mistrzostwa Świata. Konkurencja teamów | Mistrzostwa Świata. Konkurencja teamów | Mistrzostwa Świata. Konkurencja teamów   | Mistrzostwa Świata. Konkurencja teamów | Mistrzostwa Świata. Konkurencja teamów | Mistrzostwa Świata. Konkurencja teamów |
| Rok                                    | Miejsce                                | Zawody                                   | Kategoria                              | Drużyna                                | Pozycja                                |
| -------------------------------------- | -------------------------------------- | ---------------------------------------- | -------------------------------------- | -------------------------------------- | -------------------------------------- |
| 2013                                   | Nusa Dua                               | 41. Mistrzostwa Świata Teamów            | Trans                                  | Gillis                                 | 31                                     |
| 2011                                   | Veldhoven                              | 40. Mistrzostwa Świata Teamów            | Trans                                  | Angelini                               | 5                                      |
| 2010                                   | Filadelfia                             | 13. Seria Mistrzostw Świata              | Open                                   | Strul                                  | 5                                      |
| 2009                                   | São Paulo                              | 39. Mistrzostwa Świata Teamów            | Trans                                  | Ventin                                 | 26                                     |
| 2009                                   | São Paulo                              | 39. Mistrzostwa Świata Teamów            | Open                                   | Norway                                 | 5                                      |
| 2007                                   | Szanghaj                               | 38. Mistrzostwa Świata Teamów            | Open                                   | Norway                                 | 1                                      |
| 2006                                   | Werona                                 | 12. Mistrzostwa Świata                   | Open                                   | Gillis                                 | 33                                     |
| 2005                                   | Estoril                                | 37. Mistrzostwa Świata Teamów            | Trans                                  | Gillis                                 | 39                                     |
| 2003                                   | Monte Carlo                            | 36. Mistrzostwa Świata Teamów            | Open                                   | Norway                                 | 4                                      |
| 2001                                   | Paryż                                  | 35. Mistrzostwa Świata Teamów            | Open                                   | Norway                                 | 2                                      |
| 2000                                   | Southampton                            | 34. Mistrzostwa Świata Teamów            | Open                                   | Norway                                 | 4                                      |
| 1999                                   | Fort Lauderdale                        | 7. Młodzieżowe Mistrzostwa Świata Teamów | Juniorzy                               | Norway                                 | 5                                      |
| 1998                                   | Lille                                  | 10. Mistrzostwa Świata                   | Open                                   | Sandsmark                              | 65                                     |
| 1997                                   | Hammamet                               | 33. Mistrzostwa Świata Teamów            | Open                                   | Norway                                 | 3                                      |
| 1997                                   | Hamilton                               | 6. Młodzieżowe Mistrzostwa Świata Teamów | Juniorzy                               | Norway                                 | 2                                      |
| 1996                                   | Rodos                                  | 1. Mistrzostwa Świata Teamów Mikstowych  | Miksty                                 | Midskopg                               | 5                                      |

| Mistrzostwa Świata. Konkurencja par | Mistrzostwa Świata. Konkurencja par | Mistrzostwa Świata. Konkurencja par | Mistrzostwa Świata. Konkurencja par | Mistrzostwa Świata. Konkurencja par | Mistrzostwa Świata. Konkurencja par |
| Rok                                 | Miejsce                             | Zawody                              | Kategoria                           | Partner                             | Pozycja                             |
| ----------------------------------- | ----------------------------------- | ----------------------------------- | ----------------------------------- | ----------------------------------- | ----------------------------------- |
| 2010                                | Filadelfia                          | 13. Mistrzostwa Świata              | Miksty                              | Jo Morse                            | 54                                  |
| 2010                                | Filadelfia                          | 13. Mistrzostwa Świata              | Open                                | Gavin Wolpert                       | 19                                  |
| 2006                                | Werona                              | 12. Mistrzostwa Świata              | Open                                | Simon Gillis                        | 180                                 |
| 1997                                | Santa Sofia Forlí                   | 2. Mistrzostwa Świata Par Juniorów  | Juniorzy                            | Trond Hantveit                      | 3                                   |
| 1995                                | Ghent                               | 1. Mistrzostwa Świata Par Juniorów  | Juniorzy                            | Geir Helgemo                        | 1                                   |

| Mistrzostwa Świata. Konkurencja indywidualna | Mistrzostwa Świata. Konkurencja indywidualna | Mistrzostwa Świata. Konkurencja indywidualna | Mistrzostwa Świata. Konkurencja indywidualna | Mistrzostwa Świata. Konkurencja indywidualna | Mistrzostwa Świata. Konkurencja indywidualna |
| Rok                                          | Miejsce                                      | Zawody                                       | Kategoria                                    | Pozycja                                      |                                              |
| -------------------------------------------- | -------------------------------------------- | -------------------------------------------- | -------------------------------------------- | -------------------------------------------- | -------------------------------------------- |
| 2004                                         | Werona                                       | 6. Indywidualne Mistrzostwa Świata           | Open                                         | 28                                           |                                              |
| 2000                                         | Ateny                                        | 5. Indywidualne Mistrzostwa Świata           | Open                                         | 19                                           |                                              |

### Zawody europejskie
W europejskich zawodach zdobył następujące lokaty:
| Zawody europejskie. Konkurencja teamów | Zawody europejskie. Konkurencja teamów | Zawody europejskie. Konkurencja teamów    | Zawody europejskie. Konkurencja teamów | Zawody europejskie. Konkurencja teamów | Zawody europejskie. Konkurencja teamów |
| Rok                                    | Miejsce                                | Zawody                                    | Kategoria                              | Drużyna                                | Pozycja                                |
| -------------------------------------- | -------------------------------------- | ----------------------------------------- | -------------------------------------- | -------------------------------------- | -------------------------------------- |
| 2013                                   | Ostenda                                | 6. Otwarte Mistrzostwa Europy             | Open                                   | Gillis                                 | 49                                     |
| 2013                                   | Ostenda                                | 6. Otwarte Mistrzostwa Europy             | Miksty                                 | Troll                                  | 4                                      |
| 2012                                   | Dublin                                 | 51. Mistrzostwa Europy Teamów             | Open                                   | Norway                                 | 15                                     |
| 2010                                   | Izmir                                  | 9. Puchar Europy Teamów                   | Open                                   | Angelini ITA                           | 2                                      |
| 2010                                   | Ostenda                                | 50. Mistrzostwa Europy Teamów             | Open                                   | Norway                                 | 14                                     |
| 2009                                   | San Remo                               | 4. Otwarte Mistrzostwa Europy             | Open                                   | Gillis                                 | 79                                     |
| 2009                                   | San Remo                               | 4. Otwarte Mistrzostwa Europy             | Miksty                                 | Erichsen                               | 17                                     |
| 2008                                   | Pau                                    | 49. Mistrzostwa Europy Teamów             | Open                                   | Norway                                 | 1                                      |
| 2007                                   | Antalya                                | 3. Otwarte Mistrzostwa Europy             | Open                                   | Gillis                                 | 76                                     |
| 2007                                   | Antalya                                | 3. Otwarte Mistrzostwa Europy             | Miksty                                 | Erichsen                               | 17                                     |
| 2006                                   | Warszawa                               | 48. Mistrzostwa Europy Teamów             | Open                                   | Norway                                 | 3                                      |
| 2005                                   | Teneryfa                               | 2. Otwarte Mistrzostwa Europy             | Open                                   | Gillis                                 | 39                                     |
| 2005                                   | Teneryfa                               | 2. Otwarte Mistrzostwa Europy             | Miksty                                 | Erichsen                               | 1                                      |
| 2004                                   | Malmö                                  | 47. Mistrzostwa Europy Teamów             | Open                                   | Norway                                 | 17                                     |
| 2003                                   | Mentona                                | 1. Otwarte Mistrzostwa Europy             | Open                                   | Gillis                                 | 65                                     |
| 2003                                   | Mentona                                | 1. Otwarte Mistrzostwa Europy             | Miksty                                 | Brogeland                              | 9                                      |
| 2002                                   | Salsomaggiore                          | 46. Mistrzostwa Europy Teamów             | Open                                   | Norway                                 | 3                                      |
| 2001                                   | Teneryfa                               | 45. Mistrzostwa Europy Teamów             | Open                                   | Norway                                 | 2                                      |
| 1999                                   | Malta                                  | 44. Mistrzostwa Europy Teamów             | Open                                   | Norway                                 | 3                                      |
| 1998                                   | Wiedeń                                 | 16. Młodzieżowe Mistrzostwa Europy Teamów | Juniorzy                               | Norway                                 | 4                                      |
| 1997                                   | Montecatini                            | 43. Mistrzostwa Europy Teamów             | Open                                   | Norway                                 | 3                                      |
| 1996                                   | Cardiff                                | 15. Młodzieżowe Mistrzostwa Europy Teamów | Juniorzy                               | Norway                                 | 1                                      |
| 1994                                   | Papendal                               | 14. Młodzieżowe Mistrzostwa Europy Teamów | Juniorzy                               | Norway                                 | 4                                      |

| Zawody europejskie. Konkurencja par | Zawody europejskie. Konkurencja par | Zawody europejskie. Konkurencja par | Zawody europejskie. Konkurencja par | Zawody europejskie. Konkurencja par | Zawody europejskie. Konkurencja par |
| Rok                                 | Miejsce                             | Zawody                              | Kategoria                           | Partner                             | Pozycja                             |
| ----------------------------------- | ----------------------------------- | ----------------------------------- | ----------------------------------- | ----------------------------------- | ----------------------------------- |
| 2013                                | Ostenda                             | 6. Otwarte Mistrzostwa Europy       | Miksty                              | Tonje Aasand Brogeland              | 16                                  |
| 2013                                | Ostenda                             | 6. Otwarte Mistrzostwa Europy       | Open                                | Simon Gillis                        | 163                                 |
| 2009                                | San Remo                            | 4. Otwarte Mistrzostwa Europy       | Open                                | Simon Gillis                        | 136                                 |
| 2009                                | San Remo                            | 4. Otwarte Mistrzostwa Europy       | Miksty                              | Tonje Aasand Brogeland              | 5                                   |
| 2007                                | Antalya                             | 3. Otwarte Mistrzostwa Europy       | Seniorzy                            | Simon Gillis                        | 92                                  |
| 2007                                | Antalya                             | 3. Otwarte Mistrzostwa Europy       | Miksty                              | Tonje Aasand Brogeland              | 20                                  |
| 2005                                | Teneryfa                            | 2. Otwarte Mistrzostwa Europy       | Open                                | Simon Gillis                        | 33                                  |
| 2005                                | Teneryfa                            | 2. Otwarte Mistrzostwa Europy       | Mikst                               | Tonje Aasand Brogeland              | 21                                  |
| 2003                                | Mentona                             | 1. Otwarte Mistrzostwa Europy       | Mikst                               | Tonje Aasand Brogeland              | 15                                  |
| 2003                                | Mentona                             | 1. Otwarte Mistrzostwa Europy       | Open                                | Simon Gillis                        | 145                                 |
| 1997                                | Haga                                | 9. Mistrzostwa Europy Par           | Open                                | Einar Hansen                        | 115                                 |
| 1993                                | Oberreifenberg                      | 2. Mistrzostwa Europy Par Juniorów  | Juniorzy                            | Kare Kristiansen                    | 10                                  |

## Klasyfikacja
- Boye Brogeland – klasyfikacja WBF (ang.)
- Boye Brogeland – klasyfikacja EBL (ang.)